# Nachal Talija
Nachal Talija (hebrejsky: נחל טליה) je krátké vádí v severním Izraeli, cca 7 kilometrů jižně od Galilejského jezera.
Začíná v nadmořské výšce okolo – 50 metrů. Pak vádí směřuje k severovýchodu a sestupuje do příkopové propadliny řeky Jordán. Sleduje lokální silnici číslo 7188 a ústí cca 1 kilometr jižně od vesnice Menachemija zprava do vádí Nachal Menachemija, které jeho vody odvádí do řeky Jordán.